# Montmorency (Adelsgeschlecht)
Montmorency hieß eines der ältesten und angesehensten Adelsgeschlechter von Frankreich, das seinen Namen von dem Ort Montmorency bei Paris hatte und dessen Mitglieder seit 1327 den Titel „Erste christliche Barone von Frankreich“ führten. Seit 1551 führte es den Titel Herzog von Montmorency. Es wurde von Heinrich IV. – nach den Bourbonen selbst – zum „ersten Haus Europas“ erklärt.
Das Haus Montmorency brachte sechs Connétablen von Frankreich, zwölf Marschälle von Frankreich, mehrere Admirale und Kardinäle, ungezählte Großoffiziere der Krone und einige Großmeister verschiedener Ritterorden hervor. 1878 ist es im Mannesstamm mit Anne Edouard Louis Joseph de Montmorency-Luxembourg, Herzog von Beaumont, Fürst von Tingry, erloschen.

## Geschichte
Als legendärer Stammvater wird Lesbius genannt, der durch den heiligen Dionysios bekehrt und mit ihm den Märtyrertod gestorben sein soll. Davon leitet sich der von der Dynastie geführte Titel „Erster christlicher Baron von Frankreich“ („Primus Baro Christianus Franciae“ bzw. „Premier baron chrétien de France“) her.

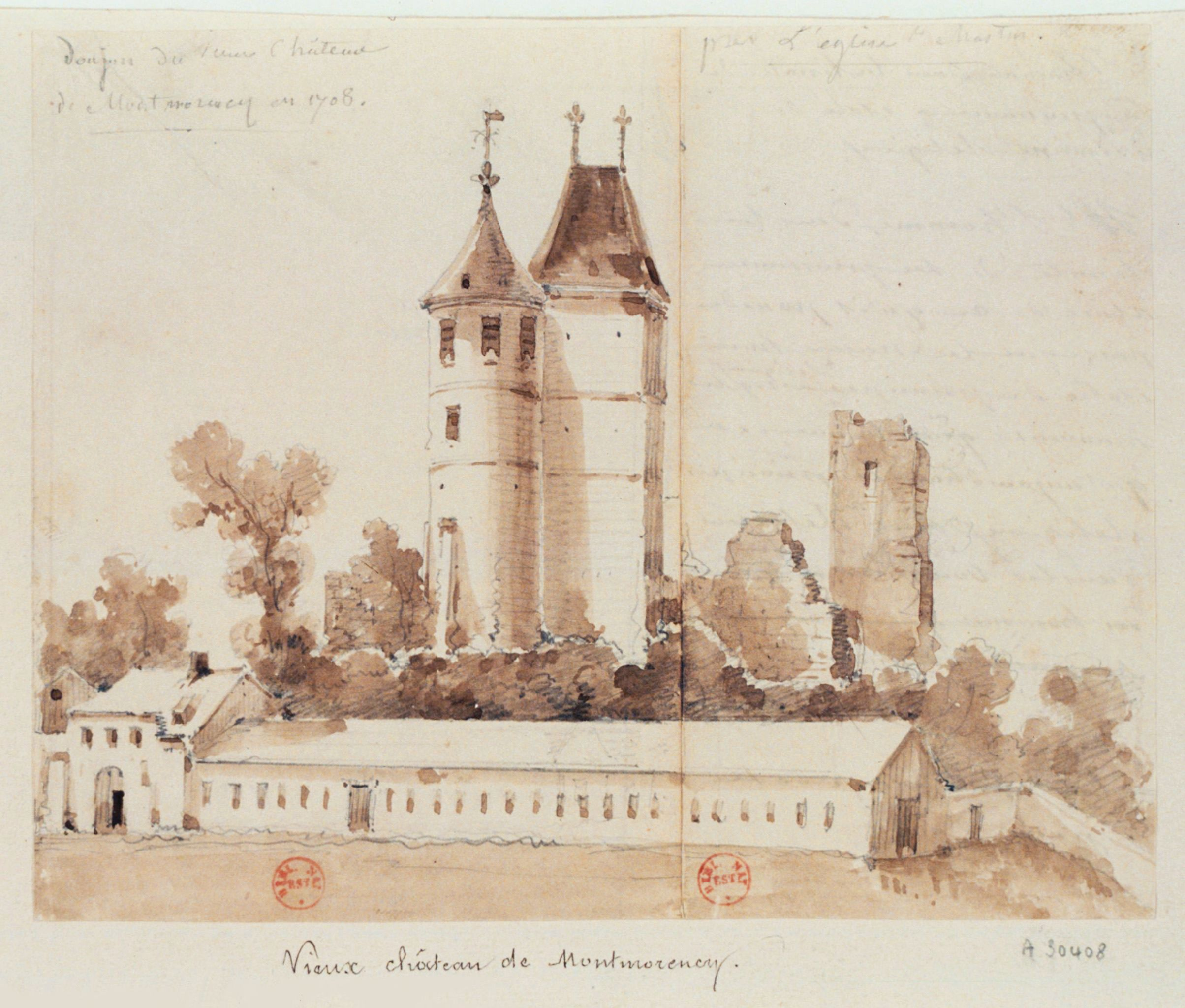
Donjon des alten Schlosses von Montmorency im Jahr 1708

In der älteren Literatur wird ein Bouchard de Bray († um 980) als Stammvater genannt. Man nahm an, er sei der Vater des Bouchard I. de Montmorency gewesen, auch der Bärtige (Bouchard le Barbu) genannt († nach Februar 1028), wofür allerdings keine Belege vorliegen. Dieser, der eigentliche und nachgewiesene Stammvater des Hauses, erlangte die Burg Montmorency durch seine Ehe mit der Tochter eines Hugo Basset und erhielt den Besitz 997 durch König Robert II. bestätigt. Die Holzfestung war im 9. Jahrhundert auf einem felsigen Bergvorsprung errichtet worden, der inmitten eines Waldgebiets den 4 km nördlich der Seine liegenden Lac d’Enghien überragt. Der Berg beherrschte auch die nach Julius Caesar benannte Straße nach Rouen und liegt 13 km nördlich des Pariser Stadtkerns.
In den beiden ersten Jahrhunderten ging die Festung mehrmals in Flammen auf, so wird noch zu Lebzeiten des Bouchard I. die Schleifung der Burg durch König Robert II. bestätigt, weil der Baron mit der königlichen Abtei Saint-Denis in Fehde lag. Im Februar 1028 erhielt Bouchard von Graf Fulko III. Nerra von Anjou die Burgen von Écouen und Marly übertragen. Bouchard I. hatte mindestens drei Söhne: Bouchard II., Gelduin und Aubry. Im 12. Jahrhundert wurde die hölzerne Festung durch eine Burg aus Stein ersetzt, der Ort Montmorency wurde zu einem Marktzentrum. Während des Hundertjährigen Krieges wurde die Burg von den Engländern geschleift und nicht mehr aufgebaut. Die Herren von Montmorency zogen das Schloss Écouen vor.
Mathieu I., Sire de Montmorency, wurde 1138 Connétable und starb 1160. Seine Frau Alice war eine illegitime Tochter Heinrichs I. „Beauclerc“ von England. Seine zweite Frau war Adelaide, auch Alice, von Savoyen, die Witwe Ludwigs VI. und Mutter Ludwigs VII. von Frankreich. Matthieu war – gemeinsam mit Abt Suger von Saint-Denis – während der Abwesenheit des künftigen Königs (Zweiter Kreuzzug) Regent von Frankreich.

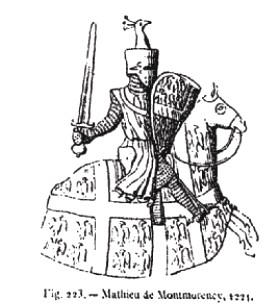
Mathieu II. de Montmorency (1174–1230), Connétable

Mathieu II. mit dem Beinamen „der große Connétable“ (* 1174; † 24. November 1230) zeichnete sich unter Philipp II. August bei der Eroberung der Normandie 1203, dann im Krieg gegen England und Deutschland und vor allem in der Schlacht von Bouvines 1214 aus. Dort soll er der Legende nach zwölf Standarten Kaiser Ottos IV. erobert haben und daraufhin den vier Adlern in seinem eigenen Wappen noch zwölf weitere hinzugefügt haben. Er wurde 1218 Connétable, zwang die Albigenser 1226 zur Unterwerfung und beschützte den unmündigen Sohn König Ludwigs VIII., Ludwig IX., gegen die aufrührerischen Großen im Land. Er starb 1230.
Nach dem Tod von Mathieu II. 1230 spaltete sich das Haus in zwei Hauptäste, den älteren der Barone von Montmorency und den jüngeren der Montmorency-Laval (Guy VII., Sire de Laval, † 1267).
Zu Anfang des 15. Jahrhunderts wurde Jean II. (* 1402; † 6. Juli 1477) aus ersterem Hauptast wieder Stammvater von drei Zweigen, indem er seinen Sohn Guillaume († 24. Mai 1531) aus einer zweiten Ehe zum Haupterben einsetzte, während seine beiden Söhne erster Ehe, Jean und Louis, mit den Gütern ihrer Mutter, der Erbin von Nivelle und Fosseux in Brabant, ausgestattet, die Linien Nivelle und Fosseux begründeten.
1484 kam Schloss Chantilly in den Besitz der Montmorency.

### Hauptlinie

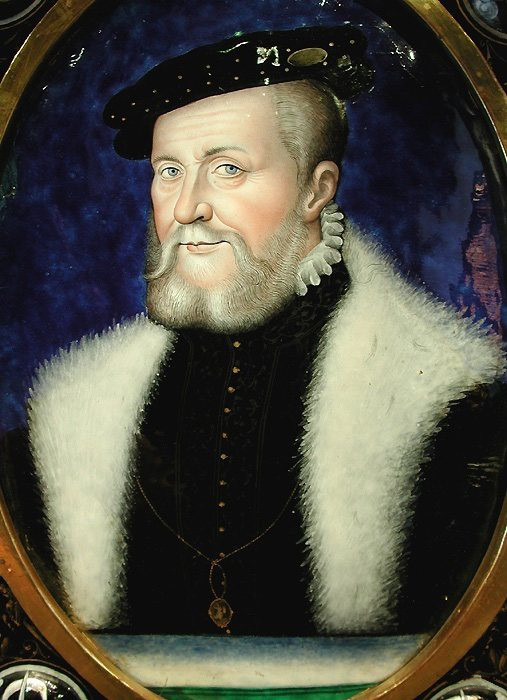
Herzog Anne de Montmorency (1493–1567), Marschall und Connétable von Frankreich

Die von Guillaume gegründete Linie der Barone von Montmorency erhielt 1551 durch dessen Sohn Anne de Montmorency, einen der größten Feldherren des 16. Jahrhunderts, Pair, Marschall und Connétable von Frankreich, den Titel Herzog von Montmorency. Er wurde gemeinsam mit Franz I. erzogen und folgte diesem bei seinen Feldzügen nach Italien; 1525 befreite er den König, nachdem beide in Gefangenschaft geraten waren, und wurde dafür mit den Ämtern des Gouverneurs des Languedoc und des Großmeisters von Frankreich belohnt. Später errang er Siege gegen die Heere Karls V. Unter Heinrich II. verlor er aber 1557 die Schlacht bei Saint-Quentin. Später kämpfte er im Ersten und im Zweiten Hugenottenkrieg und starb nach einer Verletzung in der Schlacht bei Saint-Denis (1567). In seinem Besitz befanden sich mehr als 130 Burgen und Schlösser. 1538 begann er den Bau des Renaissanceschlosses Écouen und zwischen 1528 und 1551 baute er auch das Schloss Chantilly im Stil der Zeit um.

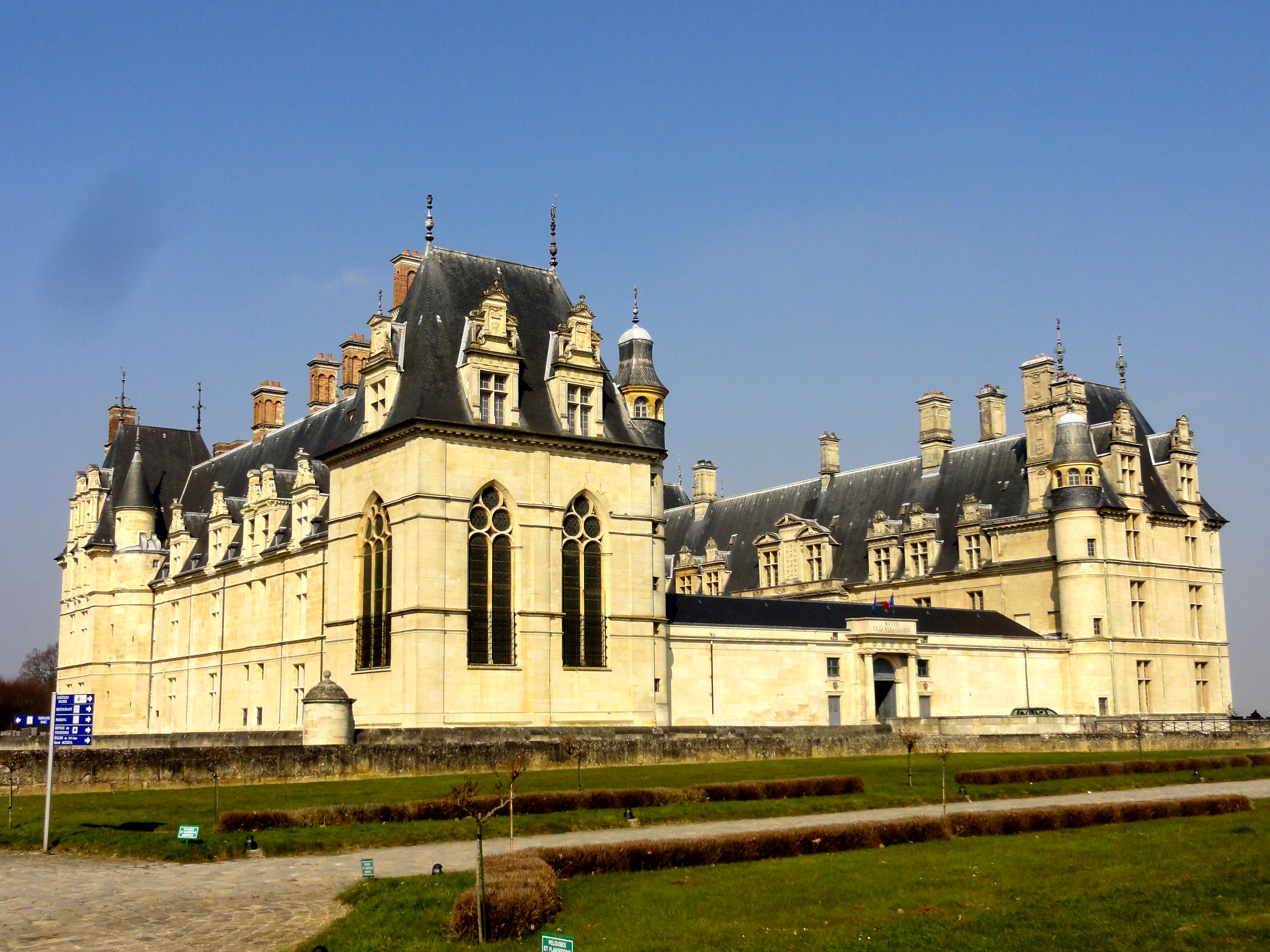
Schloss Écouen
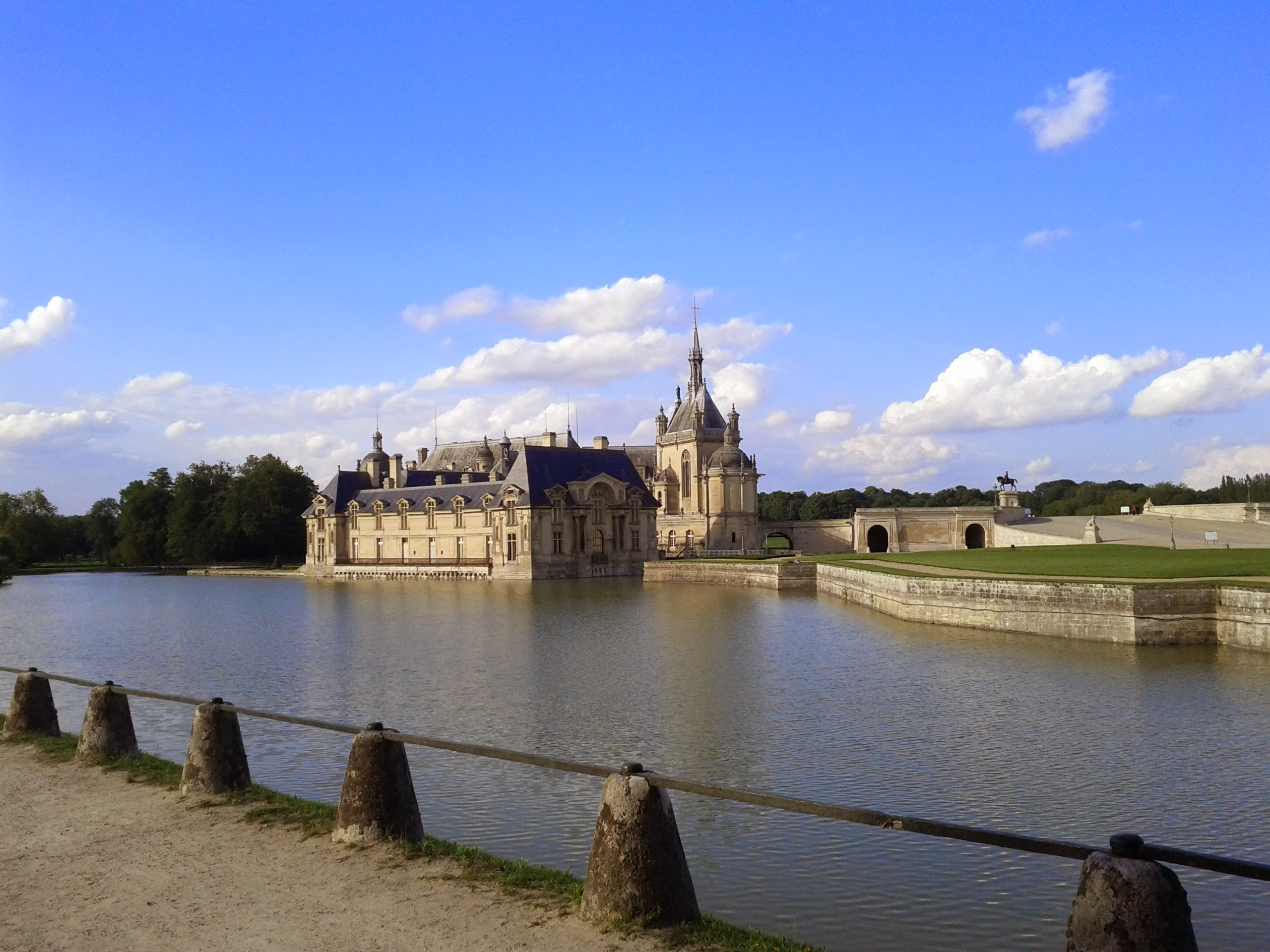
Schloss Chantilly

Mit seinem Enkel Henri II. de Montmorency, der 1632 hingerichtet wurde, weil er sich an einem Aufstand gegen Kardinal Richelieu beteiligt hatte, erlosch die Hauptlinie der Montmorency. Seine Güter – darunter Écouen und Chantilly – erbte, da er kinderlos war, seine Schwester Charlotte-Marguerite de Montmorency, die Gemahlin von Henri II. de Bourbon, prince de Condé und zeitweilige Geliebte des Königs Heinrich IV., die zur Herzogin von Montmorency erhoben wurde; damit ging der Titel zunächst an das Haus Bourbon-Condé, eine Nebenlinie des Königshauses der Bourbonen, über. Ihr folgte ihr Sohn Louis II. de Bourbon, prince de Condé und ihm dann sein Sohn Henri III. Jules de Bourbon, prince de Condé, mit dem der Titel Herzog von Montmorency 1689 zunächst wieder erlosch; im selben Jahr wurde er jedoch für den Ast Fosseaux erneut kreiert und an Charles François Frédéric I. de Montmorency-Luxembourg verliehen, einen Sohn des François-Henri de Montmorency-Luxembourg, und damit wieder an ein Mitglied des Hauses Montmorency.

### Nebenlinien
Das Haus verzweigte sich über die Jahrhunderte in zahlreiche Linien, die sich nach ihren jeweiligen Hauptsitzen benannten:
- Montlhéry (Adelsgeschlecht) (erloschen 1128)
- Gisors (erloschen 1244)
- Marly (erloschen 1358), die Herrschaft 1676 an Ludwig XIV. verkauft

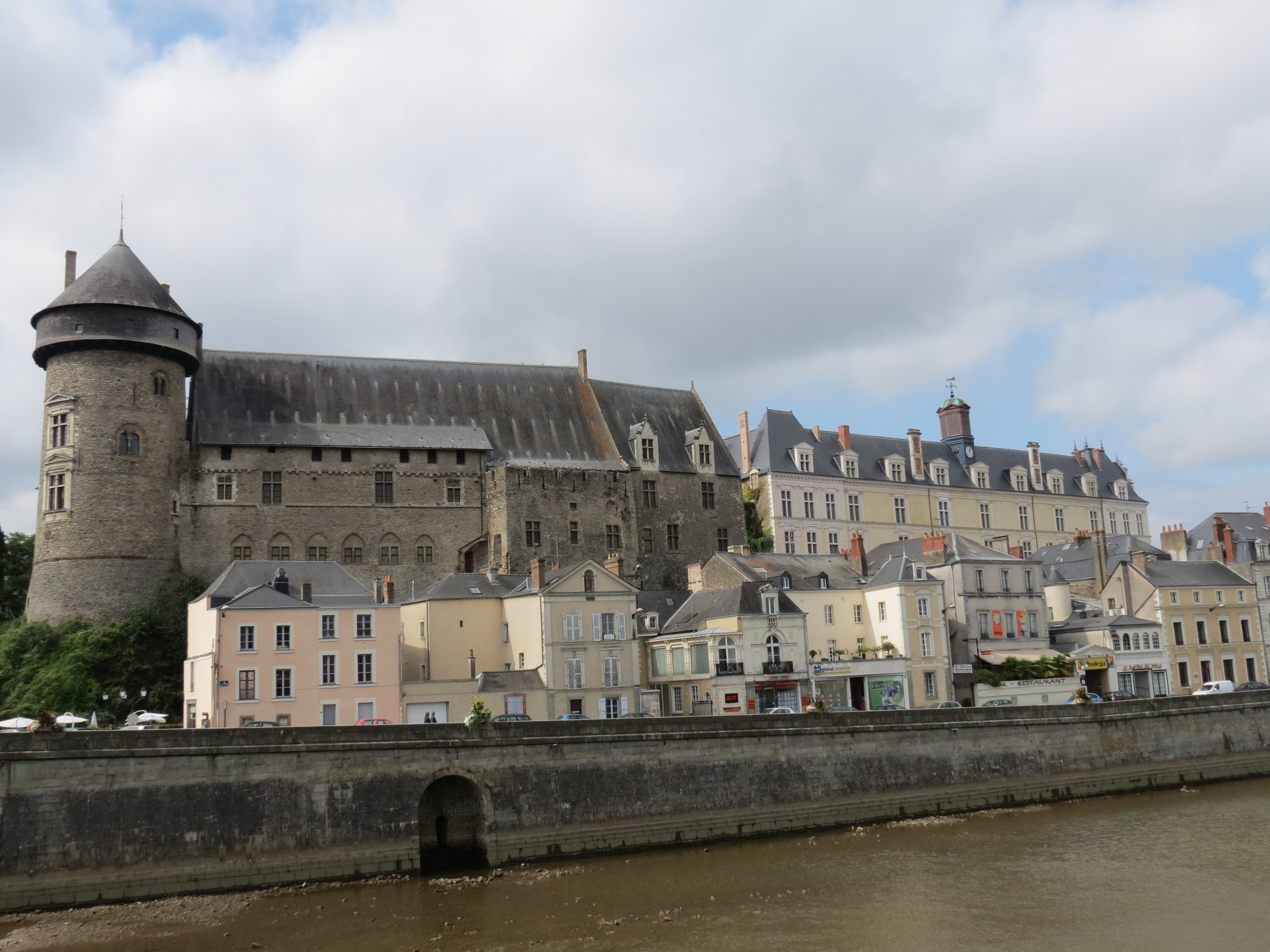
Burg Laval

- Burg LavalLaval (Hauptast erloschen 1465); die Herrschaft erwarb Mathieu II. de Montmorency durch Heirat mit Emma de Laval (1200–1264)
  - Attichy (erloschen 1408)
    - Loué
      - Lezay, Herzöge von Laval (erloschen 1872)
      - Bois-Dauphin (erloschen 1672)
      - Brée (erloschen um 1563)
      - La Faigne (erloschen um 1584)
        - Laval-Tartigny, Marquis de Laval (erloschen 1770)
        - Laval-Montigny (erloschen 1748)
        - Comte de Laval (erloschen nach 1820)

  - Pacy (erloschen nach 1415)
  - Retz (erloschen nach 1481)
- Nangis (erloschen 1402)
- Conflans (erloschen 1423)
- Bouqueval (erloschen 1461)
- Croisilles (erloschen 1621)
- Nivelle (erloschen nach 1585)
- Fosseux: Marquis de Fosseux, durch Heirat ab 1689 Herzöge von Montmorency (erloschen 1862 mit Anne Louis Raoul Victor de Montmorency, 6. Duc de Montmorency)
  - Robech: beginnend mit Jean de Montmorency (1581–1631), 1. Prince de Robech, erloschen mit Gaston de Montmorency (1801–1853), 9. Prince de Robech

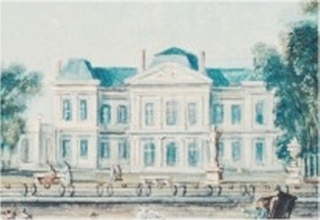
Hôtel de Montmorency-Luxembourg, Paris

  - Hôtel de Montmorency-Luxembourg, ParisSeigneurs d'Hauteville, dann Comtes de Bouteville, dann Ducs de Piney-Luxembourg (erloschen 1829). Der Herzogstitel de Piney-Luxembourg kam an die Montmorency infolge der Heirat des Francois Henri, Marschall von Frankreich (genannt der „Marschall von Luxemburg“), mit Madeleine de Clermont-Tonnerre, Tochter der Marguerite Charlotte de Luxembourg, Herzogin von Piney, Fürstin von Tingry.
    - Herzöge von Montmorency: Charles Francois Frederic (Sohn des Marschalls) wurde 1689 in dritter Verleihung Herzog von Montmorency. Erloschen 1862 mit Anne Louis Raoul Victor de Montmorency, 6. Duc de Montmorency.
    - Herzöge von Châtillon ab 1696. Erloschen 1861 mit Charles Emmanuel Sigismond de Montmorency-Luxembourg (1774–1861), 6. Duc de Châtillon, 5. Duc de Piney-Luxembourg.
    - Fürsten von Tingry, ab 1695 Duc de Piney-Luxembourg, Prince d'Aigremont, Prince de Tingry. Erloschen 1878 mit Anne Edouard Louis Joseph de Montmorency-Luxembourg (1802–1878), 3. Duc de Beaumont, Prince de Tingry.

Näheres
1. Linie Nivelle: Der Ast „Nivelle“ verpflanzte sich nach den Niederlanden und nahm mit der Hinrichtung des niederländischen Freiheitskämpfers Philippe de Montmorency, Graf von Hoorn 1568 durch den Herzog von Alba sowie der seines Bruders Floris 1570 ein blutiges Ende.

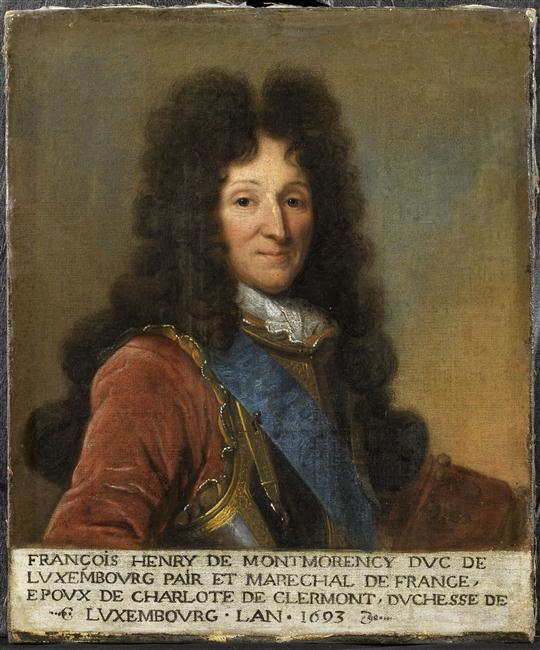
François-Henri de Montmorency-Luxembourg (1628–1695), Marschall von Frankreich

2. François-Henri de Montmorency-Luxembourg (1628–1695), Marschall von Frankreich Linie Fosseux: Aus dem Ast Montmorency-Fosseux stammen die Herren von Bouteville (Seigneurs de Bouteville). Zu diesen gehört der Duellant François de Montmorency-Bouteville, der 1627 enthauptet wurde. Sein Sohn Francois Henri (1628–1695), Marschall von Frankreich, wurde Herzog von Piney-Luxembourg durch seine Heirat mit Madeleine Charlotte Bonne Therese de Clermont, Tochter der Marguerite Charlotte de Luxembourg, Herzogin von Piney. Der Sohn des Marschalls, Charles Francois Frederic, wurde 1688 zum Herzog von Beaufort und 1689 – nach dem Tod des Henri III. Jules de Bourbon, prince de Condé – in erneuter, dritter Verleihung zum Herzog von Montmorency ernannt. 1767 ging der Titel Herzog von Beaufort und Montmorency durch Heirat auf einen anderen Zweig des Astes Montmorency-Fosseux über. Der Ast Montmorency-Fosseux erlosch am 18. August 1862 mit Anne Louis Raoul Victor, Herzog von Montmorency, geb. 14. Dezember 1790. Der namhafteste unter den zahlreichen, jetzt aber sämtlich ausgestorbenen Nebenzweigen der Marquis von Montmorency-Fosseux ist der der Herzöge von Luxembourg, welchem der berühmte „Maréchal de Luxembourg“, François-Henri de Montmorency-Luxembourg, angehört; letzterer Zweig starb erst am 5. März 1861 mit Charles Emanuel Siegmund von Montmorency, Herzog von Luxembourg, ehemaligem französischen Generalleutnant, aus. Der Nebenzweig Beaumont-Luxembourg erlosch am 15. Januar 1878 mit Eduard, Herzog von Beaumont, Fürst von Luxemburg. 1864 verlieh Kaiser Napoléon III. dem Grafen Adalbert von Talleyrand-Périgord (geb. 20. März 1837) den Titel eines Herzogs von Montmorency, der eine der Erbinnen der Linie Montmorency-Fosseux geheiratet hatte. Napoléon Louis de Talleyrand-Périgord (gest. 1951), war aus dieser Familie der 7. und letzte Herzog von Montmorency.
3. Linie Laval: Dem 1230 von Guy de Montmorency gestifteten Haus Montmorency-Laval, das 1822 die herzogliche Würde erhielt und sich wiederum mehrfach spaltete, gehörte u. a. der General und Minister Matthieu Jean Félicité, Herzog von Laval-Montmorency (1767–1826) an. Mit Eugene Alexandre de Montmorency, Herzog von Laval-Montmorency, geb. 20. Juli 1773, Generalleutnant, erlosch am 2. April 1851 die Stammlinie des Zweigs Laval.

## Wichtige Persönlichkeiten

### Hauptlinie der Barone, seit 1551 Herzöge, de Montmorency
1. Bouchard I. le Barbu de Montmorency († nach 1028)
2. Mathieu I. de Montmorency († 1160), Connétable von Frankreich
3. Bouchard IV. de Montmorency († 1189)
4. Mathieu II. de Montmorency († 1230), Connétable von Frankreich
5. Bouchard V. de Montmorency († 1243)
6. Anne de Montmorency (1493–1567), 1. Herzog von Montmorency, Heerführer, Pair, Marschall und Connétable von Frankreich
7. François de Montmorency (1530–1579), 2. Herzog von Montmorency, Marschall von Frankreich, Sohn von Anne
8. Henri I. de Montmorency (1534–1614), Graf von Damville, 3. Herzog von Montmorency, Marschall und Connétable von Frankreich, Sohn von Anne
9. Henri II. de Montmorency (1595–1632), 4. Herzog von Montmorency und Damville, Großadmiral und Vizekönig von Neu-Frankreich, 1632 als Führer der Aufstände des Languedoc hingerichtet, Sohn von Heinrich I.

### Angehörige von Nebenlinien
1. Philippe de Montmorency, Graf von Hoorn († 1568), FreiheitskämpferLinie Montmorency-Marly

Philippe de Montmorency, Graf von Hoorn († 1568), Freiheitskämpfer

  1. Mathieu I. de Marly († 1203), Sohn von Mathieu I. de Montmorency
  2. Bouchard I. de Marly († 1226), dessen Sohn
  3. Theobald von Marly († 1247), dessen Sohn, Abt von Vaux-de-Cernay, Kirchenheiliger
2. Linie Montmorency-Nivelle
  1. Philippe de Montmorency, Graf von Hoorn (1526–1568), als Majestätsverbrecher und Aufrührer zum Tod verurteilt und am 5. Juni 1568 in Brüssel enthauptet
3. Linie Montmorency-Fosseux
  1. Françoise de Montmorency-Fosseux, Mätresse des französischen Königs Heinrich IV.
  2. Anne Léon II. de Montmorency-Fosseux (1731–1799), französischer Adliger und Militär
4. Unterlinie Montmorency-Bouteville
  1. Franz von Montmorency-Bouteville (1600–1627), Seigneur de Bouteville et Comte de Luxe, 1627 wegen eines Duells enthauptet
  2. Elisabeth Angélique de Montmorency, Herzogin von Châtillon (1626–1695), die Heldin der Fronde
  3. François-Henri de Montmorency-Bouteville, Herzog von Luxemburg (1628–1695), Marschall von Frankreich
5. Matthieu Jean Félicité, Herzog von Laval-Montmorency (1767–1826), General, Diplomat und MinisterLinie Montmorency-Laval

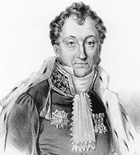
Matthieu Jean Félicité, Herzog von Laval-Montmorency (1767–1826), General, Diplomat und Minister

  1. Gilles de Rais, eigentlich Gilles de Montmorency-Laval (1407–1440), Kampfgefährte der Jeanne d’Arc, Marschall und Pair von Frankreich, der „französische Dracula“, einer der berühmtesten Serienmörder aller Zeiten, 1440 gehängt
  2. François de Montmorency-Laval (1623–1708), erster katholischer Bischof Kanadas, 1980 seliggesprochen
  3. Louis-Joseph de Montmorency-Laval (1724–1808), Kardinal und Bischof von Metz
  4. Mathieu de Montmorency-Laval (1767–1826), General, Diplomat und Minister
6. Sonstige
  1. Charles de Montmorency, duc de Damville (1537–1612; Amiral de Montmorency), Herzog von Damville und Pair von Frankreich
  2. Charlotte-Marguerite de Montmorency (1594–1650), Fürstin von Condé und Mätresse des französischen Königs Heinrich IV.
  3. François-Henri de Montmorency-Luxembourg (1628–1695), französischer Heerführer, Pair und Marschall von Frankreich
  4. Guillaume de Montmorency, seigneur de Thoré († 1594), französischer Militär, Mitglied der Malcontents
  5. Jehan de Montmorency (* 1500; † unbekannt), 1553 und 1554 Botschafter von Karl V. bei Jane Grey
  6. Charles François I. de Montmorency-Luxembourg (1662–1726), französischer Adliger, Gouverneur der Normandie
  7. Christian Louis de Montmorency-Luxembourg (1675–1746), französischer Militär
  8. Charles François II. de Montmorency-Luxembourg (1702–1764), französischer Adliger
  9. Charles Anne Sigismond de Montmorency-Luxembourg (1721–1777), französischer Militär